# Arycanda (bướm đêm)
Arycanda là một chi bướm đêm thuộc họ Geometridae.

## Hình ảnh

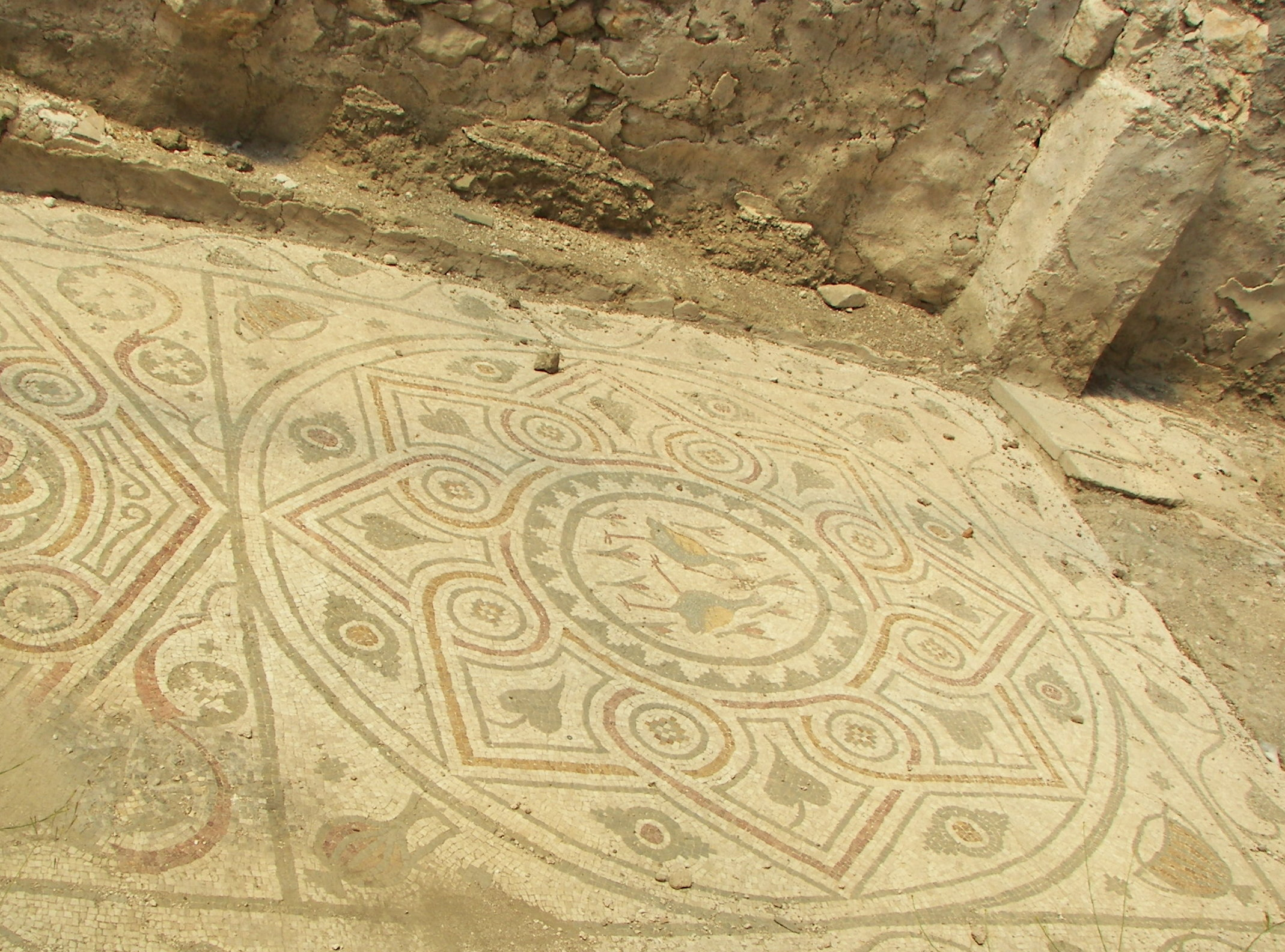
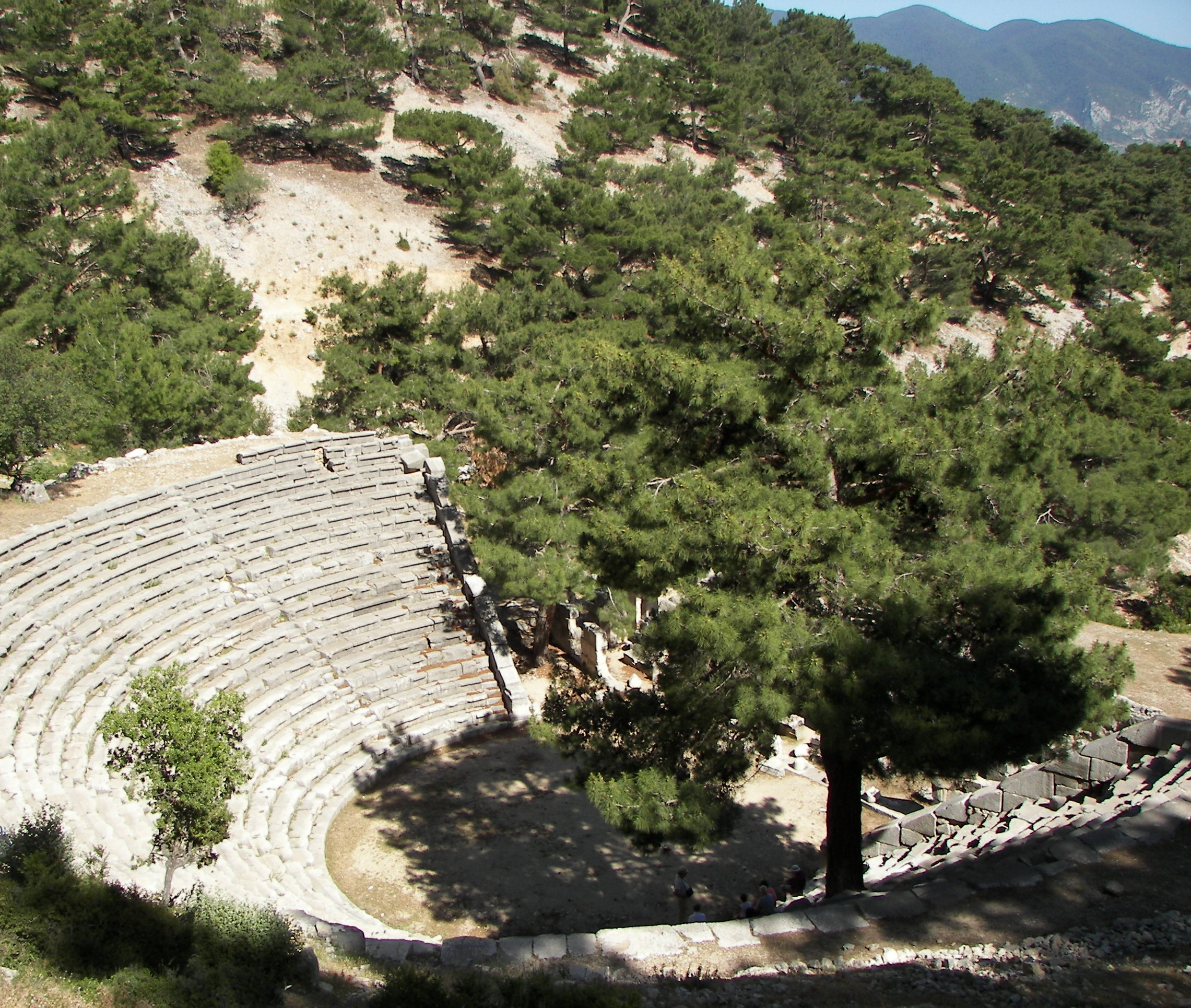
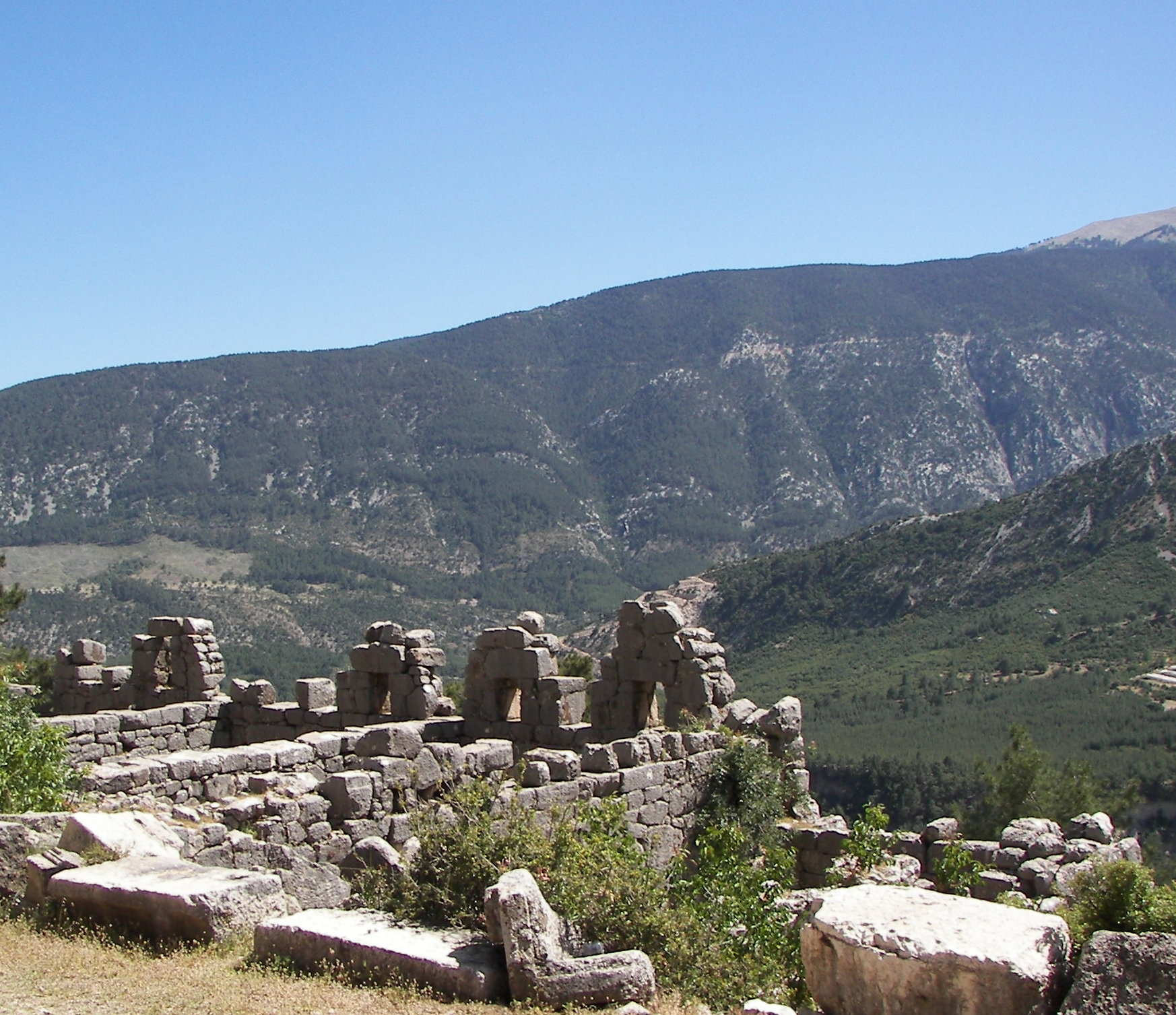
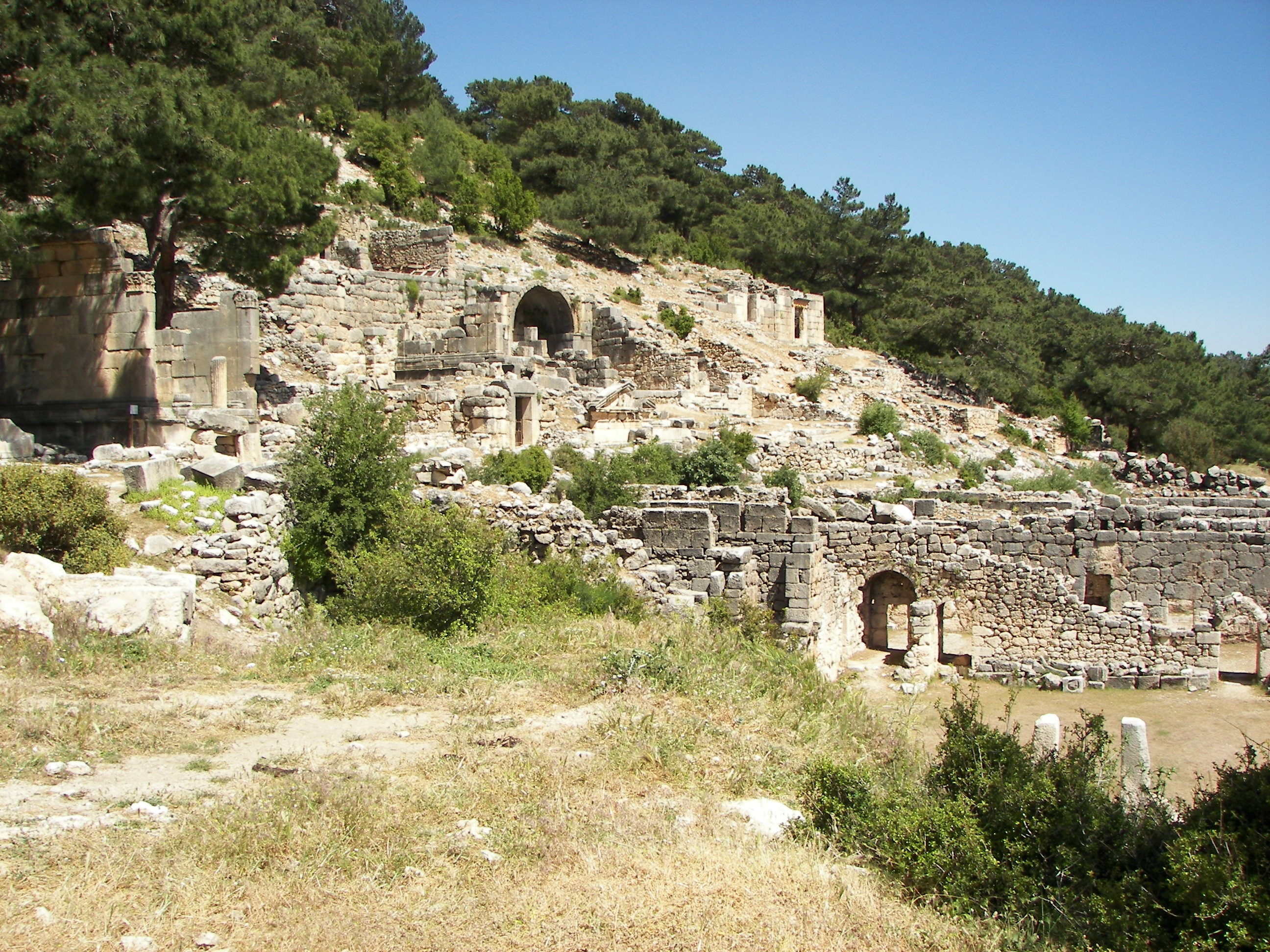

## Các loài
- Arycanda absorpta
- Arycanda alternata
- Arycanda apicinigra
- Arycanda arycandata
- Arycanda atrocoerulea
- Arycanda benguetana
- Arycanda boopis
- Arycanda brunneotacta
- Arycanda cadiolata
- Arycanda coelestis
- Arycanda commixta
- Arycanda concussa
- Arycanda credibilis
- Arycanda cuneiplena
- Arycanda decorata
- Arycanda discata
- Arycanda discipuncta
- Arycanda emolliens
- Arycanda evanescens
- Arycanda exul
- Arycanda fasciata
- Arycanda flexilinea
- Arycanda fritillaria
- Arycanda fulviradiata
- Arycanda georgiata
- Arycanda hypanaria
- Arycanda hypanis
- Arycanda hypanus
- Arycanda hyparis
- Arycanda inculpata
- Arycanda infans
- Arycanda interfusa
- Arycanda leucoplethes
- Arycanda leugalea
- Arycanda maculifera
- Arycanda maculosa
- Arycanda mixtilinea
- Arycanda monochrias
- Arycanda obsoleta
- Arycanda omissa
- Arycanda orthostela
- Arycanda pervasata
- Arycanda ptochopis
- Arycanda simulans
- Arycanda subfumosa
- Arycanda subradiata
- Arycanda tenebrica
- Arycanda tenuisignata
- Arycanda umbrilinea
- Arycanda unicolor
- Arycanda vinaceostrigata
- Arycanda xanthogramma
- Arycanda xanthosoma